# 枣树店站
枣树店站是一个宁西铁路上的铁路车站，位于安徽省六安市三十铺镇枣树回民村，建于2003年，目前为四等站，邮政编码为237161。目前不办理客、货运营业，该站已经撤销。